# Diego López I de Haro
Diego López I de Haro, apodado el Blanco (hacia 1075–1124), hijo del conde Lope Íñiguez y de la condesa Ticlo Díaz, fue el tercer señor de Vizcaya, entre los años 1093 y 1124 y tenente de Nájera.

## Vida

### Reinado de Alfonso I de Aragón
En 1109 falleció Alfonso VI, dejando los reinos de León y Castilla a su hija Urraca, viuda desde hacía dos años, por lo que Galicia podría haber pasado a ser gobernada por su hijo Alfonso Raimúndez, de unos dieciséis años. Alfonso VI impuso en su lecho de muerte a la reina un nuevo matrimonio. Sin terminar el año contrajo matrimonio con Alfonso I de Aragón. En los tratados de esponsales se relegaba a su hijastro Alfonso Raimúndez, lo que dio lugar a disputas. En 1111 Alfonso I intervino en La Rioja, nombrando como tenentes a nobles aragoneses. En Haro intentó sitiar a Diego López, aunque parece que llegaron a un acuerdo sin llegar a tomar la población. Diego contribuyó con sus mesnadas en las guerras contra los musulmanes cuando el matrimonio regio estaba avenido. Alternó su fidelidad por ambos cónyuges. En 1110, en vísperas de la batalla de Candespina, obtuvo de la reina importantes privilegios para tener a Diego López de Haro entre sus partidarios.
En 1113 Alfonso I el Batallador sustituye a Diego López en la tenencia de Nájera (por entonces, la principal ciudad de la actual región de La Rioja) y nombra en su lugar a Fortún Garcés Cajal, uno de los más fieles magnates del rey aragonés, que mantuvo el señorío de La Rioja hasta 1134. Sin embargo, cinco años más tarde, en 1118, Diego López combatió en la hueste de Alfonso I el Batallador al lado de fuerzas aragonesas, francesas y navarras en la reconquista de Zaragoza, que capitulaba el 18 de diciembre de aquel mismo año. Hasta 1123 las relaciones de Diego López de Haro, por entonces señor de Vizcaya y de Álava, con Alfonso I el Batallador fueron buenas. En ese año concurre como testigo a la concesión del Batallador del fuero del lugar de Alesón.

### Enfrentamiento contra Alfonso I y fallecimiento
Hacia comienzos de 1124 comienza, junto a Ladrón Íñiguez, una revuelta contra su señor, el rey de Aragón, que se extendió por Álava y el norte de Burgos. Alfonso I contraatacó afianzando su autoridad en Logroño, y desde allí debió recabar el apoyo de uno de los nobles aragoneses de mayor rango, Fortún Garcés Cajal, tenente en Nájera. El objetivo inicial fue arrebatar Haro a Diego López, pues era su tenencia más destacada en La Rioja, y para este fin el aragonés le puso sitio en julio de 1124. Para atraerse aliados en la zona, el Batallador concedió prerrogativas a Santo Domingo de la Calzada.
En agosto, seguramente tras haber tomado Haro, Alfonso I dominó Pangua (condado de Treviño) y amenazaba Salinas de Añana (entonces llamado Valle Salado), Término y Valdegovía, que constituían las bases del poder de Ladrón Íñiquez y Diego López. No se conoce el final de la campaña, pero todo indica que acabó con victoria de Alfonso I, quien en septiembre ya estaba en la extremadura turolense. Tras este conflicto, el Batallador impuso su dominio en su frontera occidental de Álava, Vizcaya, norte de Burgos y La Rioja. Quizá Diego López muriese en el transcurso de esta guerra, pues no hay más menciones a él desde 1124, cuando roboró una donación de la reina Urraca. Tras su muerte el actual territorio de Vizcaya continuaba en manos de Alfonso el Batallador.
Más tarde aparecería Ladrón Íñiguez como tenente en Álava y en Vizcaya y como vasallo de Alfonso I acudió a la movilización de la hueste del rey convocada para asediar Bayona (1130-1131) junto a sus hermanos Lope y Fortún Íñiguez.

## Descendencia
Antiguos genealogistas afirmaban que había casado con Almicena, hija del señor de San Juan Pie de Puerto; sin embargo, la única esposa documentada es la condesa María Sánchez, con quien contrajo matrimonio antes de 1121. La condesa María fue hija de Sancho Sánchez, conde en Erro y Tafalla, y de la condesa Elvira García, hija del conde García Ordóñez y de Urraca Garcés (hija a su vez del rey García Sánchez III de Pamplona y la reina Estefanía).
Los hijos documentados de este matrimonio fueron:
- Lope Díaz I de Haro, quien sucedió a su padre en el señorío.[10]
- Sancho[10] (fallecido después de 1170), tenente en Treviana; contrajo matrimonio con Sancha Rodríguez, de la familia de los Salvadores.
- Gil Díaz[10] (fallecido antes de 1168).
- Fortún Díaz[10]

Algunos historiadores le atribuyen también la paternidad de Sancha Díaz de Frías, aunque lo más probable es que Sancha Díaz, según el historiador Gregorio Balparda de las Herrerías y la documentación del monasterio de Santa María de Bujedo, era nieta de Álvar Díaz de Oca y su esposa, de acuerdo con esta genealogía, sería hija de Diego Sánchez de Ayala y su esposa Enderquina Álvarez, quien fue hija del mencionado Álvar Díaz de Oca. En este caso, sería hermana de Toda Díaz, la esposa de Gutierre Fernández de Castro, hijo de Fernando García de Hita, con quien aparece en el monasterio de San Cristóbal de Ibeas en octubre de 1160 en una donación al cenobio de sus heredades en Mijaradas y en Hormazas.
| Predecesor: Lope Íñiguez | Señor de Vizcaya 1093–1124 | Sucesor: Lope Díaz I de Haro |